# Jacaguas
Jacaguas es un barrio ubicado en el municipio de Juana Díaz en el estado libre asociado de Puerto Rico. En el Censo de 2010 tenía una población de 3957 habitantes y una densidad poblacional de 466,08 personas por km².

## Geografía
Jacaguas se encuentra ubicado en las coordenadas 18°3′53″N 66°31′39″O / 18.06472, -66.52750. Según la Oficina del Censo de los Estados Unidos, Jacaguas tiene una superficie total de 8.49 km², de la cual 8.46 km² corresponden a tierra firme y (0.4%) 0.03 km² es agua.

## Demografía
Según el censo de 2010, había 3957 personas residiendo en Jacaguas. La densidad de población era de 466,08 hab./km². De los 3957 habitantes, Jacaguas estaba compuesto por el 81.1 % blancos, el 9.7 % eran afroamericanos, el 0.66 % eran amerindios, el 0.03 % eran isleños del Pacífico, el 5.38 % eran de otras razas y el 3.13 % pertenecían a dos o más razas. Del total de la población el 99.04 % eran hispanos o latinos de cualquier raza.